# Gavilea glandulifera
Gavilea glandulifera là một loài thực vật có hoa trong họ Lan. Loài này được (Poepp. & Endl.) M.N.Correa mô tả khoa học đầu tiên năm 1956.